# Ellen Travolta
Ellen M. Travolta (Englewood, 6 de octubre de 1939) es una actriz estadounidense.

## Carrera
Travolta nació en Englewood, Nueva Jersey, el 6 de octubre de 1939, hija de Salvatore Travolta (1913-1995) y Helen Cecilia Burke (1912-1978). Logró reconocimiento al interpretar el papel de Louisa Arcola Delvecchio, tía de Fonz en la comedia Días felices. También apareció en otras populares series de las décadas de 1960, 1970 y 1980 como General Hospital, CHIPs,Diff'rent Strokes, Three's Company, Quincy, M.E. y Murder, She Wrote.
Ellen tiene cinco hermanos menores: Joey, Margaret, Sam, Ann y John Travolta, la mayoría de ellos vinculados al ambiente cinematográfico.

## Filmografía

### Cine y televisión
- 1963: General Hospital - Gloria Cerullo
- 1976: All in the Family - Secretaria
- 1977: Cover Girls - Fotógrafa
- 1976-1977: Visions - Angie
- 1977: What's Happening!! - Lily
- 1977: Police Story - Karen Ramsey
- 1977: Intimate Strangers - Marilyn Burns
- 1978: One Day at a Time - Sra. Shaddock
- 1978: The President's Mistress - Analista
- 1978: CHiPs - Helen
- 1978: Wheels
- 1978: The Courage and the Passion - Emily
- 1978:  Grease - Mesera[5]
- 1978: Are You in the House Alone? - Rouillard
- 1978: The Love Boat - Madre de Norman
- 1978: Diff'rent Strokes - Sra. Aimsley
- 1977-1978: Welcome Back, Kotter - Sra. Horshack-O'Hara
- 1977-1978: Eight Is Enough - Dra. Abbott
- 1979: Elvis - Marion Keisker[6]
- 1979: Chief of Detectives - Janine
- 1979: Human Experiments - Mover
- 1979: Marie - Carla Coburn
- 1979: Makin' It - Dorothy Manucci
- 1980: The Misadventures of Sheriff Lobo - Myra Kimberly
- 1980: Three's Company - Sra. Marconi
- 1980: Number 96 - Rita Sugarman
- 1982: Quincy, M.E. - Sra. Margolin
- 1982-1983: Joanie Loves Chachi - Louisa Arcola Delvecchio
- 1986: Circle of Violence: A Family Drama - Marion
- 1989: Murder, She Wrote - Mona
- 1987-1990: Charles in Charge - Lillian
- 1997: The Single Guy - Sra. Cordova
- 1997: The Pretender - Madre de Dara
- 1998: Too Hard to Die - Rose Devlin
- 1998: Mel - Dra. Vogul
- 1999: The Basket - Agnes
- 1999: Passions - Alice
- 2001: Face to Face - Joanne
- 2002: Judging Amy - Abogada
- 2006: Lonely Hearts - Ida
- 2006: Waitin' to Live
- 2009: Falling Up - Dean Swift
- 2018: Mistrust - Margie
- 2019: The Untold Story - Hope